# يان فاسك
يان فاسك (بالتشيكية: Jan Vacek)‏ مواليد 10 مايو 1976 في براغ، هو لاعب كرة مضرب تشيكي سابق بدأ مسيرته كمحترف سنة 1999 وكان يلعب باليد اليمنى، اعتزل اللعب في 2008. أعلى تصنيف له في الفردي كان المركز الـ 61 في سنة 2002. أعلى تصنيف له في الزوجي كان المركز الـ 115 في سنة 2005. سبق أن شارك في دورة الألعاب الأولمبية الصيفية.

## روابط خارجية
- يان فاسك على موقع رابطة محترفي التنس (الإنجليزية)
- يان فاسك على موقع الاتحاد الدولي لكرة المضرب (الإنجليزية)
- يان فاسك على موقع كأس ديفيز (الإنجليزية)
- يان فاسك على موقع خلاصة التنس.كوم (الإنجليزية)
- يان فاسك على موقع إي إس بي إن.كوم (الإنجليزية)